# دونالد لایتون
دونالد لایتون، (به انگلیسی: Donald Layton) (زاده ۱۹۵۱) کارآفرین، بانکدار و مدیر ارشد اجرایی آمریکایی است، که در حال حاضر به‌عنوان مدیر عامل اجرایی شرکت فردی مک فعالیت می‌کند. وی از اعضای هیئت مدیره گروه بین‌المللی آمریکایی و بانک جی‌پی مورگان چیس می‌باشد.